# GhostRider
Pour les articles homonymes, voir Ghost Rider.
GhostRider est une montagne russe en bois du parc Knott's Berry Farm, situé à Buena Park, en Californie, aux États-Unis. Fermée du 8 septembre 2015 à juin 2016, certaines portions du circuit ont été reconstruites et recalculées par Great Coasters International. Le parcours possède 14 airtimes. 

## Trains
- La première version possédait 3 trains de 7 wagons (construits par Philadelphia Toboggan Coasters ). Les passagers étaient placés par deux sur deux rangs pour un total de 28 passagers par train.
- Lors de la remise à neuf par Great Coasters International, les 3 trains originaux ont été remplacés par 2 trains Millennium Flyer. Ils possèdent 12 wagons de 2 passagers, pour un total de 24 passagers par train.

## Classements
→ Golden Ticket Awards par le journal Amusement Today (top 50 mondial des montagnes russes en bois)
- 2010 : 24ème [2]
- 2011 : 27ème [3]
- 2012 : 23ème [4]
- 2013 : 29ème [5]
- 2014 : 44ème [6]
- 2016 : 29ème [7]
- 2017 : 18ème [8]
- 2018 : 13ème [9]
- 2019 : 6ème [10]